# Liga BeNe
La Liga BeNe fue una liga supranacional de fútbol femenino en la que jugaban los mejores equipos de Bélgica y Países Bajos. Se creó en 2012 y se disolvió en 2015.

## Historia
Las ligas femeninas amateur de Bélgica y Holanda se crearon en 1972 y 1974 respectivamente. En 2008 se creó una liga neerlandesa semiprofesional, y en 2013 se creó la Liga BeNe al integrar a los mejores equipos de la liga belga.

## Formato
En su última temporada (2014-15) jugaron trece equipos: 7 de Holanda y 6 de Bélgica. El campeón y el mejor equipo del otro país clasificaron para la Liga de Campeones.

## Participantes (2014-15)
- Anderlecht, Antwerp, Brujas, Gent, Leuven, Lierse, Standard Lieja
- ADO, Ajax, Heerenveen, PSV-FCE, Telstar, Twente, Utrecht, Zwolle

## Campeones
| Año  | Bélgica                | Países Bajos                  |
| ---- | ---------------------- | ----------------------------- |
| 1972 | Astro Begijnendijk     |                               |
| 1973 | Astro Begijnendijk     |                               |
| 1974 | Standard Lieja         | Reutum (1)                    |
| 1975 | Astro Begijnendijk (3) | Osdorp (1)                    |
| 1976 | Standard Lieja         | Blauw-Wit Amsterdam (1)       |
| 1977 | Standard Lieja         | Braakhuizen                   |
| 1978 | Standard Lieja         | Sint Hubert (1)               |
| 1979 | Herk                   | Alkmania Roelofarendsveen (1) |
| 1980 | Herentals              | Braakhuizen                   |
| 1981 | Brujas (1)             | Braakhuizen                   |
| 1982 | Herentals              | Puck Deventer (1)             |
| 1983 | Standard Lieja         | Tiel                          |
| 1984 | Standard Lieja         | Groote Lindt Zwihndrecht (1)  |
| 1985 | Standard Lieja         | Weerselo (1)                  |
| 1986 | Standard Lieja         | Delft 71                      |
| 1987 | Anderlecht             | Braakhuizen (4)               |
| 1988 | Herentals (3)          | Tiel (2)                      |
| 1989 | Herk                   | Delft 71 (2)                  |
| 1990 | Standard Lieja         | Rijsoord (1)                  |
| 1991 | Standard Lieja         | Den Dungen                    |
| 1992 | Standard Lieja         | Den Dungen                    |
| 1993 | Herk (3)               | Den Dungen                    |
| 1994 | Standard Lieja         | Den Dungen                    |
| 1995 | Anderlecht             | Den Dungen (5)                |
| 1996 | Eendracht Aalst        | Saestum                       |
| 1997 | Anderlecht             | Saestum                       |
| 1998 | Anderlecht (4)         | Saestum                       |
| 1999 | Eendracht Aalst        | Saestum                       |
| 2000 | Eendracht Aalst        | Saestum                       |
| 2001 | Eendracht Aalst        | Ter Leede                     |
| 2002 | Eendracht Aalst        | Saestum                       |
| 2003 | Eendracht Aalst (6)    | Ter Leede                     |
| 2004 | Rapide Wezemaal        | Ter Leede                     |
| 2005 | Rapide Wezemaal        | Saestum                       |
| 2006 | Rapide Wezemaal        | Saestum (8)                   |
| 2007 | Rapide Wezemaal (4)    | Ter Leede (4)                 |
| 2008 | Tienen (1)             | Alkmaar                       |
| 2009 | Standard Lieja         | Alkmaar                       |
| 2010 | Sint-Truidense (1)     | Alkmaar (3)                   |
| 2011 | Standard Lieja         | Twente                        |
| 2012 | Standard Lieja         | ADO (1)                       |
| 2013 | Standard Lieja         | Twente                        |
| 2014 | Standard Lieja (17)    | Twente (3)                    |
| 2015 | Standard Lieja (18)    | Twente (4)                    |

En negrita, el campeón de la Liga BeNe.